# Ehrenfeld Saul
Ehrenfeld Saul (Pozsony, 1839 – Szikszó, 1905) rabbi.

## Élete
Unokája volt a híres Chaszam Szófernek, s már tanulókorában az éleseszű talmudisták közé számított. A rabbioklevél megszerzése után nagytekintélyű kereskedő volt s csak akkor vállalt rabbiállást, midőn bátyja, Ehrenfeld Sámuel, a Chaszán Szófer szerzője Szikszóról Nagymartonba ment rabbinak. Ekkor Ehrenfeld elvállalta a rabbiállást Szikszón, ahol 30 éven át működött és jesivájával országos hírnevet szerzett.